# داریوش فروهر
داریوش فروهر (۷ دی ۱۳۰۷ – ۱ آذر ۱۳۷۷) سیاستمدار ایرانی بود که از بهمن ۱۳۵۷ تا مهر ۱۳۵۸ به‌عنوان وزیر کار و امور اجتماعی خدمت کرد. او همچنین دبیرکل و
بنیان‌گذار حزب ملت ایران و نیز یکی از رهبران جبههٔ ملی ایران از ۱۳۵۶ بود تا اینکه در اوایل ۱۳۵۸ از آن جدا شد. فروهر یکی از پیشگامان پان‌ایرانیسم به‌شمار می‌رفت.
فروهر در دوران نخست‌وزیری محمد مصدق، رئیس حزب ملت ایران بود. حزب ملت ایران به‌همراه حزب زحمت‌کشان ملت ایران، حزب ایران و جمعیت آزادی مردم ایران جبههٔ ملی ایران را تشکیل می‌دادند. پس از کودتای ۲۸ مرداد، فروهر برای اجرای قانون اساسی مشروطه و برقراری مردم‌سالاری به مبارزات خود ادامه داد. هنگامی که سید رضا زنجانی و مهدی بازرگان نهضت مقاومت ملی را تشکیل دادند، فروهر به آن پیوست. به دنبال این مبارزات، او بازداشت و ۱۴ سال زندانی شد. با آغاز انقلاب ۱۳۵۷، فروهر به مبارزات مردم پیوست.
پس از پیروزی انقلاب ۱۳۵۷، فروهر در دولت مهدی بازرگان وزیر کار و سپس وزیر مشاور بازرگان بود. او پس از آن برای انتخابات ریاست‌جمهوری ایران (۱۳۵۸) کاندیدا شد اما موفق نشد. او از آغاز ۱۳۵۹ به صف منتقدان نظام جمهوری اسلامی پیوست. در ۱۳۶۰ چند تن از اعضای حزب او اعدام شدند. خود او نیز به زندان افتاد. فروهر از مخالفان جمهوری اسلامی، و خواستار همه‌پرسی برای تعیین حکومت جدید در ایران شده بود. او و همسرش پروانه اسکندری، در آذر ۱۳۷۷ در جریان قتل‌های زنجیره‌ای کشته‌شدند.

## زندگی
داریوش فروهر ۱۳۰۷ در اصفهان زاده‌شد. از ۱۵سالگی و پس از آشنایی با محمد مصدّق، فعالیت سیاسی خود را آغاز کرد و تا پیش از انقلاب ۱۳۵۷ بیش از ده بار بازداشت و زندانی شد. تجربهٔ ۱۵ سال زندان، او را نمادی از مبارزه ساخت تا آنجا که برخی دوستانش، زندان را خانهٔ دوم او نامیدند.

داریوش و پروانه فروهر در جوانی (زن و شوهر)

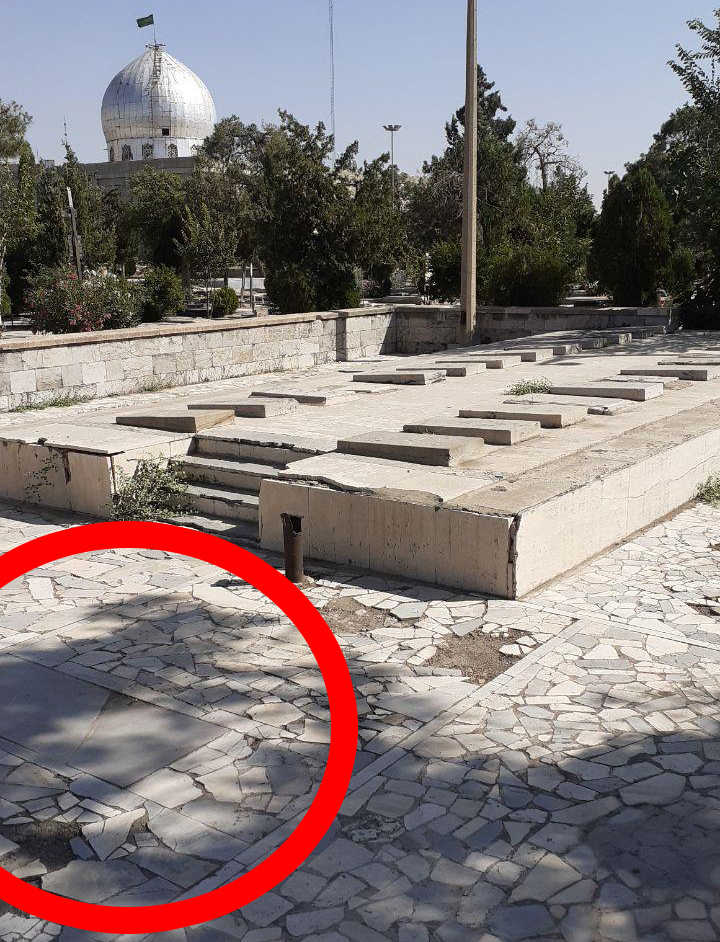
سنگ مزاری که داریوش فروهر وصیت کرده بود درآنجا دفن شود. در ابن بابویه و در کنار کشتگان قیام سی تیر ولی به وصیت او عمل نشد و در بهشت زهرا دفن گردید.

فروهر، آذر ۱۳۲۷ در ۲۰سالگی عضو گروه مکتب شد که هستهٔ یک گروه سیاسی ملی‌گرا و مبارز بود. مکتب سه سال بعد در یکم آبان ۱۳۳۰ تبدیل به حزب ملت ایران شد و داریوش فروهر نیز عضو کمیتهٔ موقت رهبری آن شد. او در هفدهم دی همان سال در ۲۳سالگی، پس از صارمی کلالی به دبیری حزب ملت ایران انتخاب، و به‌دنبال فعالیت‌های سیاسی پس از کودتای ۲۸ مرداد، برای دستگیری زنده یا تحویل مرده‌اش جایزه تعیین شد.
۱۳۳۸ نیز درحالی که در زندان به سر می‌برد ارتشبد هدایت که گویی حامل پیامی از سوی شاه بود، به او توصیه کرد تا برای همیشه از ایران برود. فروهر اما در پاسخ به او گفت که «زندان را به آزادی دور از وطن ترجیح می‌دهم».
۱۳۳۹ و با تشکیل جبههٔ ملی دوم، داریوش فروهر اگرچه در زندان بود، به عضویت شورای مرکزی این جبهه انتخاب شد. او در آستانهٔ انقلاب ۱۳۵۷ ایران نیز با حضور در صف مقدم راهپیمایی‌های اعتراضی، خواست خود برای تغییر نظام سلطنتی در ایران را نشان داد.

## زندان در دورهٔ پهلوی
فروهر بارها به‌دنبال فعالیت‌های سیاسی خود در دورهٔ پهلوی به زندان افتاد. ابتدا بعد از کودتای ۲۸ مرداد برای ۷ ماه زندانی و به فشم تبعید شد. سپس تا ۱۳۳۹ و تشکیل جبههٔ ملی دوم بارها به زندان افتاد. در جریان فعالیت دوبارهٔ جبههٔ ملی دوم (۱۳۳۹–۱۳۴۴)، فروهر بارها به‌همراه سایر رهبران این گروه زندانی شد.
اما طولانی‌ترین حبس داریوش فروهر، سه سال و به دنبال اعتراض به تجزیه ایران و جداشدن بحرین از ایران بود.

## فعالیت‌ها در زمان انقلاب
در خرداد ۱۳۵۶ سه تن از سران جبههٔ ملی؛ کریم سنجابی، داریوش فروهر و شاپور بختیار، نامه‌ای به شاه نوشته و از او خواستند که برای نجات کشور به حکومت استبدادی پایان داده، به اصول مشروطیت تمکین کند.
«متن نامه سه امضایی ۲۲ خرداد ۱۳۵۶ به شاه:
پیشگاه اعلیحضرت همایون شاهنشاهی
فزایندگی تنگناها و نابسامانیهای سیاسی، اجتماعی و اقتصادی کشور چنان دورنمای خطرناکی را در برابر دیدگان هر ایرانی قرار داده که امضاء کنندگان زیر بنابر وظیفه ملی و دینی در برابر خدا و خلق خدا با توجه به اینکه در مقامات پارلمانی و قضایی و دولتی کشور کسی را که صاحب تشخیص و تصمیم بوده، مسئولیت و مأموریتی غیر از پیروی از «منویات ملوکانه» داشته باشد نمی‌شناسیم و در حالی که تمام امور مملکت از طریق صدور فرمانها انجام می‌شود و انتخاب نمایندگان ملت و انشاء قوانین و تأسیس حزب و حتی انقلاب در کف اقتدار شخص اعلیحضرت قرار دارد که همه اختیارات و افتخارات و بنابراین مسئولیتها را منحصر و متوجه به خود فرموده‌اند این مشروحه را علی‌رغم خطرات سنگین تقدیم حضور می‌نماییم.
... بنابراین تنها راه بازگشت و رشد ایمان و شخصیت فردی و همکاری ملی و خلاصی از تنگناها و دشواری‌هایی که آینده ایران را تهدید می‌کند ترک حکومت استبدادی، تمکین مطلق به اصول مشروطیت، احیاء حقوق ملت، احترام واقعی به قانون اساسی و اعلامیه جهانی حقوق بشر، انصراف از حزب واحد، آزادی مطبوعات، آزادی زندانیان و تبعید شدگان سیاسی و استقرار حکومتی است که متکی بر اکثریت نمایندگان منتخب از طرف ملت باشد و خود را بر طبق قانون اساسی مسئول اداره مملکت بداند.
بیست و دوم خرداد ۱۳۵۶

دکتر کریم سنجابی / دکتر شاپور بختیار/ داریوش فروهر»
فروهر در نهم آبان ۱۳۵۷ و پس از آزادی سید محمود طالقانی از زندان، از مردم خواست تا دستور حکومت نظامی را بشکنند. بدین‌ترتیب بود که صف عظیمی از مردم در حالی که شاخه‌های گل به دست داشتند، بازار تا خانهٔ طالقانی را پیاده پیمودند. فروهر در آن راه‌پیمایی، در سخنانی اعلام کرد که «نظام آیندهٔ ایران باید با همه‌پرسی تعیین شود». او اما پس از آن به زندان رفت و پس از آزادی در آبان ۱۳۵۷، سخن‌گوی جبههٔ ملی ایران شد.
بیست‌وهشتم آبان ۱۳۵۷، اتحاد نیروهای جبهه ملی در بیانیه‌ای اعلام موجودیت کرد. با این اعلامیه، سوسیالیست‌های نهضت ملی ایران، حزب ایران و حزب ملت ایران، جبههٔ ملی چهارم را تشکیل دادند. کاظم حسیبی، رئیس شورای مرکزی، و کریم سنجابی، شاپور بختیار، داریوش فروهر، رضا شایان و اسدالله مبشری اعضای کمیتهٔ مرکزی شدند.

## پس از انقلاب
فروهر، ۲۶ دی ۱۳۵۷ و هم‌زمان با خروج شاه از ایران، برای ملاقات با سید روح‌الله خمینی راهی پاریس شد و ۱۶ روز بعد همراه او به کشور بازگشت. او بلافاصله پس از انقلاب، در ۲۴ بهمن ۱۳۵۷ در کابینهٔ دولت موقت به ریاست مهدی بازرگان شرکت کرد و ابتدا وزیر کار و سپس وزیر سیار و نمایندهٔ دولت در امور کردستان شد. در اسفند ۱۳۵۷ سید روح‌الله خمینی از او خواست تا به وضعیت کارگران رسیدگی کند. داریوش فروهر، ۳۱ خرداد ۱۳۵۸ در یک کنفرانس مطبوعاتی جدایی خود و حزب ملت ایران را از جبههٔ ملی ایران اعلام کرد. وی در اولین دورهٔ انتخابات ریاست‌جمهوری کاندیدا شد و با ۱۳۳ هزار رأی (۰٫۹٪) پس از ابوالحسن بنی صدر، احمد مدنی و حسن حبیبی در رتبهٔ چهارم قرار گرفت.

## زندان پس از انقلاب
فروهر در آغاز پاییز ۶۰ به زندان رفت و پنج ماه زندان را نیز به کارنامهٔ سیاسی‌اش پس از انقلاب افزود. بنابه گفتهٔ دوستان و همراهان فروهر، این بازداشتِ پنج‌ماهه به کاهش وزن شدید او انجامید. برپایهٔ برخی خبرها، فروهر به‌دستور مستقیم خمینی آزاد شده‌بود، چراکه هم‌بند مصطفی خمینی فرزند سید روح‌الله خمینی در زندان شاه بود. گویا شرح همراهی‌های او در زندان به گوش خمینی رسیده‌بود.

## اتحاد حزب‌ها و نیروهای ملی ایران
در اوایل دههٔ هفتاد فروهر کوشید با حزب مردم ایران، جنبش برای آزادی مردم ایران، حزب زحمت‌کشان ملت ایران (نیروی سوم-منشعبان از بقایی-گروه خلیل ملکی) و حزب ملت ایران، «اتحاد حزب‌ها و نیروهای ملی ایران» را تأسیس کند، که ناموفق ماند.

## قتل
در پاییز ۱۳۷۷ پروانه و داریوش فروهر در خانهٔ شخصی خود در «خیابان سعدی، خیابان هدایت، کوچهٔ مرادزاده، پلاک ۱۸» طی قتل‌های سیاسی موسوم به قتل‌های زنجیره‌ای با ضربات متعدد چاقو به قتل رسیدند.

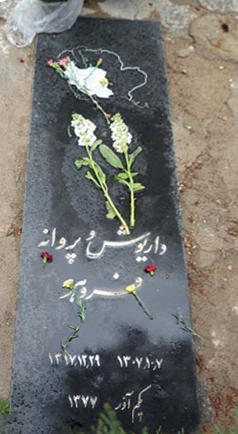
مزار داریوش فروهر و همسرش در بهشت زهرا

قاتلان که به‌عنوان دانشجو-خبرنگار و با حربهٔ «مصاحبه برای نشریهٔ دانشجویی» به خانه‌شان رفته بودند، «ابتدا گردن، دهان و دستانشان را گرفتند، سپس با ضربات پیاپی چاقو سینه‌هایشان را دریدند و در نهایت اجسادشان را به سمت قبله قرار دادند». خامنه‌ای در یک سخنرانی پس از قتل فروهر دربارهٔ او این‌گونه می‌گوید: «مرحوم فروهر، قبل از انقلاب دوست ما بود، اول انقلاب همکار ما بود، بعد از پدید آمدن فتنه‌های سال ۶۰ دشمن ما شد؛ اما دشمن بی‌خطر و دشمن بی‌ضرر… ایشان معروفیتی در بین مردم نداشت، کسی که تحت تأثیر حرف‌های او نبود، نفوذی نداشت، دشمن بی‌خطری بود انصافاً آدم نانجیبی هم نبود… حالا شما فکر می‌کنید کسی که مثل فروهر را می‌کشد، آیا این فرد می‌تواند دوست نظام باشد؟»
۴۵ روز بعد از این اتفاق وزارت اطلاعات اعلام کرد: «با کمال تأسف معدودی از همکاران مسؤولیت ناشناس، کج اندیش و خودسر این وزارت که بی شک آلت دست عوامل پنهان قرار گرفته و در جهت مطامع بیگانگان دست به این اعمال جنایت‌کارانه زده‌اند در میان آنها وجود دارد.»
متّهمان که از کارمندان وزارت اطلاعات بودند، در اعتراف‌های خود، قتل را «حذف فیزیکی» خوانده‌اند که از طرف وزارت اطلاعات به آنها ابلاغ شده و نوشته‌اند که جزو «وظایف سازمانی» آنان بوده است و بر اساس دستور و روال‌های ازپیش‌مشخص‌شده عمل کرده‌اند.
علی صفایی، کارمند وزارت اطلاعات، در جلسهٔ دادگاه مورخ ۱۳۷۹/۴/۱۵ می‌گوید: «آن شب ابتدا مسلم و صادق به در منزل رفتند، من و فلاح در کوچه‌ای که بن‌بست بود کمی پایین‌تر از منزل قرار گرفتیم، چند نفر بالای کوچه قرار گرفتند و چند نفر حفاظت کوچه را داشتند. برادر مسلم و صادق وارد منزل شدند و بعد برادر فلاح که بنده در حیاط ماندم. حدوداً بعد از سی دقیقه فلاح برادران دیگر را صدا زدند، با بی‌سیم گفتند و وارد منزل شدند. که گفتند بنده و برادر مسلم و فلاح با خانم پروانه به طبقهٔ بالا رفتیم. بعد از بازرسی عادی فلاح دستور داد کار را شروع کنیم. بنده گردن و دهان ایشان را گرفتم، مسلم دست‌های ایشان را گرفت و برادر هاشم آمد و با دستمال آغشته به مواد بیهوشی، بیهوش کرد و محسنی چند ضربه چاقو زد که بنده دیدم تکان می‌خورد. گفتم تکان می‌خورد، چند ضربه دیگر زدند…». مصطفی قربان‌زاده معروف به هاشم، کارمند دیگر وزارت اطلاعات، در دادگاه می‌گوید: «بنده تنها انجام دستور کرده‌ام. پس از حذف از منزل خارج شدیم و به محل کار مراجعه نمودیم. حتی به علت طولانی شدن کار، اضافه‌کاری آن شب را برای بنده محاسبه نموده و به‌همراه حقوق بنده توسط فیش حقوقی پرداخت شد.»
وی را در قطعهٔ ۸۹ ردیف ۱۸ شماره ۵ قبرستان بهشت زهرا تهران دفن کردند.